# Xã Menallen, Quận Fayette, Pennsylvania
Xã Menallen (tiếng Anh: Menallen Township) là một xã thuộc quận Fayette, tiểu bang Pennsylvania, Hoa Kỳ. Năm 2010, dân số của xã này là 4.205 người.